# Per un'Apocalisse più svelta
Per un'Apocalisse più svelta è un saggio su sessualità e politica dello scrittore Aldo Busi pubblicato nel 1999.

## Contenuti
Nato come scorporo da una delle molte revisioni e riscritture di Sentire le donne, opera sulla condizione politico-sociale della donna odierna, questo breve saggio costituisce invece un trattato filosofico, in separata sede ma complementare e speculare al primo, sullo status sociale specifico dei maschi e sulla loro «invenzione del genere femminile», a sua volta frutto dell'educazione sessuale e civica ricevuta dalle madri, e sul rapporto che a cavallo tra il secondo e il terzo millennio intercorre tra i due sessi.
Grazie alla sua irreligiosità, che gli permette di «credere nell'essere umano piuttosto che in Dio» , e alla pluridecennale esperienza di amico e amante non sessuale delle donne, e esclusivamente sessuale degli uomini, lo scrittore indaga e disvela le ragioni prime che nella notte dei tempi dettero origine al machismo e alla subordinazione socio-politica e, quindi, anche sessuale delle donne, spesso nemiche di se stesse, facendosi interprete delle istanze femministe e egualitariste, senza lasciare che a parlare siano però le donne da sole perché, secondo lui, «...se lasci alle donne la loro difesa, puoi star certo che l'ergastolo non glielo leva nessuno».
A corollario del testo principale, seguono un minisaggio sulle religioni e sulle ideologie e tre racconti, che hanno rispettivamente come protagoniste una modella, l'attrice e sex symbol Marilyn Monroe e la signorina Doris, in vacanza-benessere presso la Colonia della Salute dei Singles di Nubilia, che intendono «sondare dal di dentro [...] che cosa sente una donna quando sente un uomo che non la sente» ma anche «come si sentono gli uomini quando non si sentono più nulla».

## Edizioni
- Aldo Busi, Per un'Apocalisse più svelta, Milano, Bompiani, 1999, ISBN 88-452-3942-X